# 大森南朋
大森 南朋（おおもり なお、1972年2月19日 - ）は、日本の俳優、バンドマン。ロックバンド『月に吠える。』のメンバー（リードヴォーカル）。
東京都出身。アパッチ所属。
父の俳優・舞踏家の麿赤兒、母の桃枝の次男として生まれる。兄は映画監督の大森立嗣。妻は女優の小野ゆり子。

## 来歴
- 高校時代バンド活動をしていた[5]。
- 1993年、映画『サザン・ウィンズ 日本編 トウキョウゲーム』[6]でデビュー[7]。
- 2001年、『殺し屋1』で主人公のイチを演じる[8]。
- 2005年、『DEMONLOVER』に出演する[9]。
- 2007年のテレビドラマ『ハゲタカ』では、主人公の鷲津政彦を演じて、一躍有名となった[10]。
- 2012年、『東京プレイボーイクラブ』で主演[11]。
- 同年3月14日、女優の小野ゆり子と結婚[12]。
- 2013年、『R100』で主人公の片山貴文を演じる[13]。
- 2014年、『捨てがたき人々』に主演した[14]。
- 2017年、マーチン・サントフリート監督の映画『THE OUTSIDER』に出演しハリウッド映画デビューを果たす。映画は2018年3月9日にNetflixで全世界向けに配信。
- 2019年5月14日に小野ゆり子との間に第一子誕生[15]。

## 出演

### テレビドラマ
- 世にも奇妙な物語（フジテレビ）
  - 世にも奇妙な物語 春の特別編 (1996年)「ミッドナイトDJ」（1996年） - ミキサー 役
  - 世にも奇妙な物語 秋の特別編 (2003年)「影が重なる時」（2003年） - 野村清 役
  - 世にも奇妙な物語 21世紀 21年目の特別編「分身」（2011年） - 主演・田崎守 役
- 土曜ワイド劇場「おばはん刑事!流石姫子4 ストーカーの美女連続殺人!」（2000年、テレビ朝日） - 赤間徹 役
- 駆落ち（2002年、NHK BShi）
- アイノウタ（2002年、BS-i） - 倉橋一哉 / 南波さとし 役（二役）
- 恋とおしゃれと男のコ（2002年、BS-i）
- ノースポイント ファームサイドソング（2003年、北海道文化放送）
- はみだし刑事情熱系VII 第10話「最後の事件簿! 菊枝の涙と告白」（2003年、テレビ朝日）
- Dr.コトー診療所（2003年、フジテレビ） - 坂野孝 役
  - Dr.コトー診療所2006（2006年）
- 怪談新耳袋（2003年、BS-i）
- ダムド・ファイルIII「file No.0023 映画館 中村区」（2003年、名古屋テレビ） - 千浦 役
- 火消し屋小町（2004年、NHK総合） - 三国守 役
- 僕と彼女と彼女の生きる道（2004年、関西テレビ） - 勝亦亮太 役
- 夫婦。（2004年、TBS） - 元木慎吾 役
- タイガー&ドラゴン 第3話（2005年、TBS） - BOSS片岡 役
- 恋の時間（2005年、TBS） - 谷川耕平 役
- ハルとナツ 届かなかった手紙（2005年、NHK総合） - ジョージ原田 役
- クライマーズ・ハイ（2005年、NHK総合） - 佐山達哉 役
- ブスの瞳に恋してる（2006年、関西テレビ） - 竹田武 役
- CHiLDREN チルドレン（2006年、WOWOW） - 陣内達也 役
- ハゲタカ（2007年、NHK総合） - 主演・鷲津政彦 役
- 帰ってきた時効警察 (2007年、テレビ朝日) 第八話
- 長い長い殺人（2007年、WOWOW） - 宮崎優作 役
- プリズナー（2008年、WOWOW） - ポン 役
- 大河ドラマ（NHK総合）
  - 龍馬伝（2010年） - 武市半平太 役
  - どうする家康（2023年） - 酒井忠次 役[16]
- SPEC〜警視庁公安部公安第五課 未詳事件特別対策係事件簿〜 第5話（2010年、TBS） - 里中貢 役
- BOSS 2ndシーズン（2011年、フジテレビ） - 森岡博 役
- 運命の人（2012年、TBS） - 山部一雄 役
- 親父がくれた秘密〜下荒井5兄弟の帰郷〜（2012年、テレビ東京） - 主演・下荒井剛助 役
- 書店員ミチルの身の上話（2013年、NHK総合） - ミチルの夫 役 ※ナレーション兼任
- まほろ駅前番外地（2013年、テレビ東京） - 山田 役
- LINK（2013年、WOWOW） - 主演・寺原健 役
- S -最後の警官-（2014年、TBS） - 香椎秀樹 役
- BORDER 警視庁捜査一課殺人犯捜査第4係（テレビ朝日） - 安藤周夫 役
  - BORDER 警視庁捜査一課殺人犯捜査第4係 最終話（2014年）[17][18]
  - BORDER 贖罪（2017年）
- リーガルハイ・スペシャル（2014年、フジテレビ） - 九條和馬 役
- コウノドリ（TBS） - 今橋貴之 役
  - 第1シーズン（2015年）[19]
  - 第2シーズン（2017年）[20]
  - 傑作選（2020年4月10日 - 5月8日）[21][注 1]
- トットてれび（2016年4月30日 - 6月18日、NHK総合） - 飯沢匡 役[22]
- ふたがしら2（2016年9月 - 10月、WOWOW） - 畷安房守蔵人（蔵蔵） 役[23]
- バイプレイヤーズ 〜もしも6人の名脇役がシェアハウスで暮らしたら〜 第11話・最終話（2017年3月24日・31日、テレビ東京） - 大森南朋（本人） 役
- 居酒屋ふじ（2017年7月 - 9月、テレビ東京） - 主演・大森南朋（本人） 役[24]
- デザイナー 渋井直人の休日 第6話（2019年2月22日、テレビ東京） - 穴熊茂雄 役
- サイン-法医学者 柚木貴志の事件-（2019年7月11日 - 9月12日、テレビ朝日） - 主演・柚木貴志 役[25]
- 私の家政夫ナギサさん（2020年7月7日 - 9月1日、TBS） - 鴫野ナギサ 役[26]
  - 私の家政夫ナギサさん 新婚おじキュン! 特別編（2020年9月8日）[27]
- 連続テレビ小説 ちむどんどん（2022年4月11日 - 18日、NHK総合） - 比嘉賢三 役[28]
- 厨房のありす（2024年1月21日 - 3月24日、日本テレビ） - 八重森心護 役[29][30]
- マウンテンドクター（2024年7月8日 - 9月16日、関西テレビ・フジテレビ） - 江森岳人 役[31]
- あなたを奪ったその日から（2025年4月21日 - 6月30日、関西テレビ・フジテレビ） - 結城旭 役[32][33]
- 大追跡〜警視庁SSBC強行犯係〜（2025年7月9日 - 、テレビ朝日） - 主演・伊垣修二 役（相葉雅紀、松下奈緒とトリプル主演）[34]

### 映画
- サザンウィンズ日本編 トウキョウゲーム（1993年）
- 復讐 -消えない傷跡-（1997年）
- 瀬戸内ムーンライト・セレナーデ（1997年）
- 女刑事RIKO 聖母の深き淵（1998年）
- 緑の街（1998年）
- Looking For（1998年）
- 生きたい（1999年）
- ビッグ・ショー! ハワイに唄えば（1999年）
- 天使に見捨てられた夜（1999年）
- 白痴（1999年）
- MONDAY（2000年）
- ざわざわ下北沢（2000年） - 高藤 役
- sWinG maN（2000年）
- 弱虫（チンピラ）（2000年）
- 三文役者（2000年）
- 忘れられぬ人々（2001年） - 木村 役
- 迷猫 MAIGO（2001年） - 貴島裕 役
- Quartet カルテット（2001年） - 山田大介 役
- 殺し屋1 （2001年） - 主演・イチ（城石一） 役
- 害虫（2002年） - ラブホテルの男 役
- パコダテ人（2002年） - 橋本 役
- PERFECT BLUE 夢なら醒めて…（2002年） - 利彦 役
- DRIVE（2002年）
- 金融破滅ニッポン 桃源郷の人々（2002年） - 不法投棄の男 役
- ロックンロールミシン（2002年）
- Dolls（2002年） - 松本の同僚 役
- OUT（2002年） - 山本健司 役
- 八月の幻（2002年） - 田中英男 役
- 短篇キネマ 百色眼鏡（2003年） - 駒形蓮司 役
- 赤目四十八瀧心中未遂（2003年） - 業 役
- リリー・オブ・ザ・バレー（2003年）
- サル（2003年） - 磯村晋 役
- ヴァイブレータ（2003年） - 主演・岡部希寿 役
- アイデン&ティティ（2003年） - トシ 役
- のんきな姉さん（2004年） - 一男 役
- 花とアリス（2004年） - オーディション演技指導者 役
- Jam Films 2 「HOOPS MEN SOUL」（2004年） - 黒木巖 役
- 世界の中心で、愛をさけぶ（2004年） - 空港搭乗カウンター社員 役
- 深呼吸の必要（2004年） - 田所豊 役
- 下弦の月〜ラスト・クォーター（2004年） - CDショップ店員B 役
- DEMONLOVER（2005年）
- 春眠り世田谷（2005年）
- 真夜中の弥次さん喜多さん（2005年） - 拷問される侍 役
- サヨナラCOLOR（2005年） - 野本医師 役
- 鍵がない（2005年） - 良介 役
- イツカ波ノ彼方ニ（2005年） - 勝男 役
- 乱歩地獄 「芋虫」（2005年） - 須永中尉 役
- 欲望（2005年） - 能勢五郎 役
- ゲルマニウムの夜（2005年） - 宇川 役
- 好きだ、（2006年） - 学校の先生 役
- やわらかい生活（2006年） - バッハ 役
- 男はソレを我慢できない（2006年） - たかし 役
- 涙そうそう（2006年） - 医者 役
- キャッチボール屋（2006年） - 主演・大山タカシ 役
- CHiLDREN チルドレン（2006年） - 陣内達也 役
- それでもボクはやってない（2007年） - 山田好二 役
- さくらん（2007年） - 俺達 役
- 蟲師（2007年） - 虹郎 役
- たとえ世界が終わっても Cycle soul apartment（2007年） - 妙田 役
- M（2007年） - 小川秀之 役
- 呉清源〜極みの棋譜〜（2007年） - 橋本宇太郎 役
- ミッドナイト・イーグル（2007年） - 斉藤健介 役
- グミ・チョコレート・パイン（2007年） - 2007年の大橋賢三 役
- 天国のバス（2008年） ※短編映画
- KAMACHOP カマチョップ（2008年） - 恵比寿 役
- 長い長い殺人（2008年） - 宮崎優作 役
- 西の魔女が死んだ（2008年） - パパ 役
- きみの友だち（2008年） - 眼科医 役
- TOKYO! 「インテリア・デザイン」（2008年） - ヒロシ 役
- アキレスと亀（2008年） - 画商 役
- 石内尋常高等小学校 花は散れども（2008年）
- フィッシュストーリー（2009年） - レコード店の店長 / 岡崎 役（二役）
- USB（2009年） - 信一 役
- ハゲタカ（2009年） - 主演・鷲津政彦 役
- 笑う警官（2009年） - 主演・佐伯宏一 役
- ゴールデンスランバー（2010年） - 樋口伸幸 役
- スイートリトルライズ（2010年） - 主演・岩本聡 役
- 照和 My Little Town KAI BAND（2010年） - ナレーター
- 犬とあなたの物語 いぬのえいが 「犬の名前」（2011年） - 主演・多田野一郎 役
- ジーン・ワルツ（2011年） - 三枝久広 役
- 毎日かあさん（2011年） - シマダ 役
- まほろ駅前多田便利軒（2011年） - 山田 役
- 軽蔑（2011年） - 山畑万里 役
- アンフェア the answer（2011年） - 結城脩 役
- ラビット・ホラー3D（2011年） - 医者 役
- ALWAYS 三丁目の夕日'64（2012年） - 富岡 裕一役
- 東京プレイボーイクラブ（2012年） - 主演・勝利 役
- ポテチ （2012年） - 黒澤 役
- ヘルタースケルター（2012年） - 麻田誠 役
- 莫逆家族-バクギャクファミーリア- （2012年） - 前田梅 役
- さよなら渓谷（2013年6月22日） - 渡辺一彦 役
- R100（2013年10月5日） - 主演・片山貴文 役
- 利休にたずねよ（2013年12月7日） - 豊臣秀吉 役
- 捨てがたき人々（2014年6月7日） - 主演・狸穴勇介 役
- まほろ駅前狂騒曲（2014年10月18日） - 山田 役
- 小野寺の弟・小野寺の姉（2014年10月25日） - 酒井啓介 役
- 神さまの言うとおり（2014年11月15日） - タクミ 役
- 寄生獣 - 倉森 役
  - part1（2014年11月29日）
  - 完結編（2015年4月25日）
- さよなら歌舞伎町（2015年1月24日） - 竹中一樹 役
- 破れたハートを売り物に 「父と息子」（2015年2月28日） - 安奈の婚約者 役
- 秘密 THE TOP SECRET（2016年8月6日） - 眞鍋駿介 役
- ミュージアム（2016年11月12日） - 沢村久志の父 役
- アウトレイジ 最終章（2017年10月7日） - 市川（韓国組織幹部） 役
- ビジランテ（2017年12月9日） - 主演・神藤一郎 役[35]
- 鈴木家の嘘（2018年11月16日） - 吉野博 役
- この道（2019年1月11日） - 主演・北原白秋 役[36]
- 初恋（2020年2月28日） - 大伴（刑事） 役[37]
- 妖怪大戦争 ガーディアンズ（2021年8月13日） - ぬらりひょん 役
- そして、バトンは渡された（2021年10月29日） - 水戸 役[38][39][40]
- グッバイ・クルエル・ワールド（2022年9月9日） - 蜂谷一夫 役[41][42]
- Dr.コトー診療所（2022年12月16日） - 坂野孝 役[43]
- シン・仮面ライダー（2023年3月18日公開、東映） - クモオーグの声 役[44]
- 法廷遊戯（2023年11月10日公開、東映） - 沼田大悟 役[45]
- 首（2023年11月23日公開、KADOKAWA） - 羽柴秀長 役[46][47]
- かくかくしかじか（2025年5月16日、ワーナー・ブラザース映画） - 明子のお父さん 役[48]
- 平場の月（2025年11月14日公開予定、東宝） - 江口剛 役[49]
- 栄光のバックホーム（2025年11月28日公開予定、ギャガ） - 平田勝男 役[50]
- あなたの息子ひき出します!（公開日未定）[51]

#### 配信映画
- Broken Rage（2025年配信予定、Amazon Prime Video） - 福田 役[52]

### 舞台
- 春のめざめ（1998年、TPT、作：フランク・ヴェーデキント、演出：串田和美）
- LENS（2004年、K.K.P.、作・演出：小林賢太郎）
- 隣の男（2005年、M&O Plays、作・演出：岩松了）
- 恋する妊婦（2008年、シアターコクーン、作・演出：岩松了）
- アット・ホーム・アット・ザ・ズー（2010年、シス・カンパニー、作：エドワード・オールビー、演出：千葉哲也）
- 浮標（2011年、葛河思潮社、作：三好十郎、演出：長塚圭史）
- 不道徳教室（2013年、M&O Plays、作・演出：岩松了）
- 市ヶ尾の坂-伝説の虹の三兄弟（2018年、M&O Plays、作・演出：岩松了）
- ケダモノ（2022年、作・演出：赤堀雅秋）[53]

### 劇場アニメ
- 鉄コン筋クリート（2006年） - チョコラ 役
- ホッタラケの島 〜遥と魔法の鏡〜（2009年） - 遥の父 役[54]
- コクリコ坂から（2011年） - 風間明雄 役

### ゲーム
- 龍が如く6 命の詩。（2016年） - 巌見恒雄 役[55]
- 龍が如く7外伝 名を消した男（2023年） - 巌見恒雄 役

### PV
- 椎名林檎「茎 (STEM) 〜大名遊ビ編〜」（2003年）
- 山崎まさよし「ADDRESS」（2006年）
- ゆず「虹」（2009年）
- 斉藤和義「COME ON!」（2009年）

### テレビアニメ
- きみのおうちへ LOST AND FOUND（2009年、NHK BS2放送[56][57]） - ナレーション（吹替） ※2008年製作のイギリスの短編アニメーション映画

### ドキュメンタリー
- ジブリ 創作のヒミツ　〜宮崎駿と新人監督　葛藤の400日〜（2010年8月10日、NHK総合） - ナレーション
- 野生へのまなざし〜星野道夫の遣した風景〜（2010年9月20日、テレビ東京） - 番組ナビゲーター
- 女神のキセキ（2010年10月 - 2011年3月、テレビ東京） - ナレーション
- アスリートの魂「攻め続ける"ルーキー" 澤村拓一」（2011年5月23日、NHK総合） - ナレーション
- カリブ海縦断5000km 大森南朋 奇跡の楽園（BS-TBS） - ナビゲーター
  - 第一夜 天空の楽園ボリビア誕生の秘密（2017年3月18日）
  - 第二夜 キューバが地上の楽園と呼ばれる本当の理由（2017年3月25日）
- G'day（グッデイ） オーストラリア（2022年10月7日 - 、TBS） - ナレーション[58]

### 映画祭
- 大森南朋さっぽろシネマフェスティバル（2007年）
- 自腹映画FES! 2007 in 札幌（2007年）

### CM
- サントリー「ニューオールド」（1996年）
- J-フォン「スカイメロディー」編 （1999年）
- KDDI 沖縄セルラー電話「au」（2003年）
- 東京海上日動あんしん生命保険「がん保険」（2004年）
- TOYOTA「MORE THAN BEST キャンペーン」（2004年）
- ケンタッキーフライドチキン（2004年）
- UR賃貸住宅（2006年 - 2008年）
- CITIZEN（2006年）
- ユニクロ（2007年）
- JT「天晴」（2007年）
- 日本コカ・コーラ ジョージアエンブレムブラック「病院」篇（2007年）
- Friend-Ship Project 「90秒の家族の絆」篇 （読売新聞、ツインリンクもてぎ、20世紀フォックスホームエンターテイメントジャパンによる共同CM）（2008年）
- 富士フイルム「世界は、ひとつずつ変えることができる。」町のお医者さん篇（2009年） - ナレーション
- サッポロビール「オフの贅沢」（2009年 - ）
- 富士フイルム「世界は、ひとつずつ変えることができる。」ナノ粒子技術篇（2009年） - ナレーション
- 江崎グリコ　「濃厚おつまみスナック【クラッツ】」（2010年）
- サントリーフーズ BOSS贅沢微糖（2011年）、ボス グリーン（2014年）
- 競輪（2011年）
- ローソン「ろーそん亭」（2011年）
- LIXIL「リクシルって知ッテル?」（2011年）
- ビッグモーター（2014年）
- ハナテン（2014年）
- 三井住友銀行 いくぞ、ミライ「積立」篇（2014年10月 - ）[59]
- So-net「NURO光」（2015年 - ）
- さとふる（2016年）[60]
- モンデリーズ・ジャパン 「ナビスコ オレオ」（2016年9月 - ）[61]
- 明治乳業 「明治プロビオヨーグルトR-1」
- Sansan 「面識アリ 2019」まるごとやられた篇（2019年11月） - 新社長 役
- 麒麟麦酒「スプリングバレー」クラフト入門 赤白篇（2023年8月 - ）[62]

### ラジオ
- 鳥越アズーリFM ほうか道R 2021年03月16日 ゲスト[63]

### その他
- 新・痴漢日記（1999年）
- 短篇キネマ 百色眼鏡（2003年）
- 三井不動産レジデンシャル製作WEBドラマ「タイムスリップ!堀部安兵衛」（2014年） - 堀部安兵衛 役
- 小林賢太郎テレビ9 ～裏と表～（2017年）
- モアザンワーズ/More Than Words（2022年9月16日、Amazon Prime Video） - 西田 役[64]

## 作品

### ショートフィルム
- 新・刑事まつり 〜一発大逆転〜（2003年） - 監督・脚本・編集

### 書籍

#### 著書
- さもあらばあれ（2010年7月9日、宝島社）

#### 写真集
- 月刊MEN 大森南朋（2011年10月28日、ポニーキャニオン）

## 受賞歴
- 第77回キネマ旬報ベスト・テン（2003年） - 助演男優賞（『ヴァイブレータ』『赤目四十八瀧心中未遂』）
- 第25回ヨコハマ映画祭（2004年） - 助演男優賞（『ヴァイブレータ』『赤目四十八瀧心中未遂』）
- 第33回放送文化基金賞（2007年） - テレビドラマ部門出演者賞（『ハゲタカ』『CHiLDREN チルドレン』）
- 第32回エランドール賞（2008年） - 新人賞（『ハゲタカ』）[65]
- 第33回日本アカデミー賞（2010年） - 優秀主演男優賞（『ハゲタカ』）[66]
- 第50回ACC CM FESTIVAL（2010年） - 演技賞（サッポロビール『オフの贅沢』）